# رحيل شريف
الجنرال رحيل شريف قائد التحالف الإسلامي العسكري لمحاربة الإرهاب الذي أعلنت عنه الرياض في العام 2015 ويضم 39 بلدًا. كان قائد اركان الجيش الباكستاني منذ تعيينه عام 2013 حتى تقاعده عام 2016 )، وهو رئيس الأركان الخامس عشر للجيش الپاكستاني.

## حياته
وُلد شريف في 16 يونيو 1956، في كويتا لعائلة عسكرية بارزة.ترجع جذوره لبلدة كونجه في مقاطعة گجرات في الپنجاب. والده، محمد شريف، كان ميجور متقاعد. شقيقه الأصغر كان الميجور شبير شريف الذي قاتل في الحرب الهندية الپاكستانية 1071 وحصل على نيشان حيدر.وهو أيضاً ابن شقيق الميجور عزيز بهاتي، حاصل على نيشان حيدر، الذي قد قاتل في الحرب الهندية الپاكستانية 1965. بالرغم من أنه يشترك في نفس اسم العائلة، إلا أنه ليس له علاقة برئيس الوزراء نواز شريف.وهو متزوج ولديه ثلاثة أنجال، ولدان وبنت

## الخدمة العسكرية
حصل شريف على تعليمه الأساسي من الكلية الحكومية في لاهور ثم إلتحق بالأكاديمية العسكرية الپاكستانية حيث تلقى تعليمه العسكري. بعد تخرجه انضم للكتيبة السادسة التابعة لفوج حرس الحدود عام 1976.في سنواته المبكرة، أدى الخدمة العسكرية في لواء المشاة بگيلگيت وخدم كذلك كضابط معاون في الأكاديمية العسكرية الپاكستانية. على مدار السنين، ترقى شريف في رتبه العسكرية وأصبح قائد لفرقة المشاة 11 في لاهور بعد أن اختاره الجنرال پرڤيز مشرف.
كقائد لواء، كان قائداً لفرقتين مشاة. أصبح أيضاً قائد لفرقة مشاة ورئيس للأكاديمية العسكرية الپاكستانية. بعد ترقيته لرتبة فريق، خدم شريف لسنتين كقائد فيلق حتى أصبح مفتش عام للتدريب والتقييم المنصب الذي بموجبه كان مشرفاً على التدريب في الجيش الپاكستاني.